# 2004 LW31
2004 LW31, também escrito como 2004 LW31, é um objeto transnetuniano que está localizado no Cinturão de Kuiper, uma região do Sistema Solar. Este corpo celeste é classificado como um cubewano. Ele possui uma magnitude absoluta de 6,9 e tem um diâmetro estimado com 183 km.

## Descoberta
2004 LW31 foi descoberto no dia 9 de junho de 2004 pelo astrônomo Marc W. Buie.

## Órbita
A órbita de 2004 LW31 tem uma excentricidade de 0,075 e possui um semieixo maior de 46,505 UA. O seu periélio leva o mesmo a uma distância de 43,000 UA em relação ao Sol e seu afélio a 50,009 UA.